# Gern II
Gern II war eine Gemeinde im Landkreis Eggenfelden.
Sie bestand aus den 21 Orten Aichner, Au, Buchner, Gall, Grub, Hochwimm, Holzhäuseln, Holzner, Krapfenberg, Lichtlberg, Murauer, Rackersbach, Reisl, Reiter, Rushäusl, Schildmannsberg, Schnellberg, Stock, Taschnerhof, Thal und Unterdax. Im Jahr 1961 hatte die Gemeinde 252 Einwohner und eine Fläche von 482,48 Hektar. Der Gemeindesitz war zu dieser Zeit in Oberdax.
Die Gemeinde wurde gebildet aus den im Steuerdistrikt Gern liegenden Orten, die nicht zum geschlossenen Patrimonialgericht Gern gehörten. Zum 1. Januar 1946 wurde die Gemeinde aufgelöst und fast vollständig nach Gern I eingegliedert, nur Ober- und Unterdax kamen zur Gemeinde Herbertsfelden. Zum 29. Dezember 1947 wurden die Gebiete wieder in die Gemeinde zurückgegliedert. Im Zuge der Gebietsreform in Bayern wurde die Gemeinde 1972 aufgelöst und in die Gemeinden Eggenfelden und Hebertsfelden eingegliedert.